# Хориути, Норико
Норико Хориути (яп. 堀内詔子; род. 28 октября 1965, Фуэфуки, Яманаси) — японский политический и государственный деятель. Член Либерально-демократической партии. Министр, ответственный за вакцинацию от COVID-19, а также министр, ответственный за проведение Олимпийских и Паралимпийских игр в Токио, с 4 октября 2021 года. Депутат Палаты представителей Японии с 2012 года от округа Яманаси-2.

## Биография
Родилась 28 октября 1965 года.
4 октября 2021 года получила должности министра, ответственного за вакцинацию от COVID-19, а также министра, ответственного за проведение Олимпийских и Паралимпийских игр в Токио, в правительстве Фумио Кисида.